# Oberndorf bei Salzburg
Oberndorf bei Salzburg é uma cidade da Áustria, situada no distrito de Salzburg-Umgebung, no estado de Salzburgo. Tem 4,54 km² de área e sua população em 2019 foi estimada em 5.806 habitantes.